# Ґузель Яхіна
Ґузель Яхіна (тат. Гүзәл Яхина) — російська письменниця. Насамперед відома як авторка історичного роману «Зулейха відкриває очі» (2015), який розповідає про розкуркулення 1930-х років. Лауреатка премій «Велика книга» та «Ясна Поляна».

## Життєпис
Народилася 1 червня 1977 року в Казані, навчалася у фізико-математичному ліцеї № 131, закінчила Казанський державний педагогічний інститут, факультет іноземних мов; у шкільні роки почала захоплюватися кінематографом, вивчати сценарії. З 1999 року проживає в Москві, працювала у сфері PR, реклами, маркетингу. Закінчила сценарний факультет Московської школи кіно (2015).
Почала публікувати свої твори на сторінках журналів «Нева», «Жовтень». Усі розділи її дебютного роману «Зулейха відкриває очі» вперше опубліковано на сторінках журналу «Сибірські вогні». Після невдалих спроб самостійно знайти видавця, Яхіна звернулася до літературного агентства, яке, зрештою, й допомогло видати книгу.. Станом на 1 лютого 2016 року стало відомо, що дебютний роман письменниці перекладуть шістнадцятьма мовами світу. У 2018 ріці опубліковано її другий роман — «Діти мої».

### Романи
- Зулейха открывает глаза (2015) — «Зулейха відкриває очі»;
- Дети мои (2018) — «Діти мої».

### Оповідання
- Мотылёк (2014) — «Метелик»;
- Винтовка (2015) — «Гвинтівка»;
- Швайпольт (2016) — «Швайпольт».

### Сценарії
- Подарок (2016) — «Подарунок».

## Переклади українською
- Ґузель Яхіна. Зулейха відкриває очі. — К. : BookChef, 2017. — 464 с. — ISBN 978-617-7347-90-2.
- Ґузель Яхіна. Діти мої. — К. : BookChef, 2019. — 480 с. — ISBN 978-617-7559-97-8.

## Премії
- 2015 — «Книга року» за роман «Зулейха відкриває очі»;
- 2015 — «Ясна Поляна» (номінація «ХХІ століття») за роман «Зулейха відкриває очі»;
- 2015 — «Велика книга» за роман «Зулейха відкриває очі»;
- 2016 — «Сірано», номінація «Найкращий письменник»;
- 2017 — Премія журналу «Transfuge» за відкриття літературного сезону, Франція.